# Angel Beats!
Angel Beats! (エンジェルビーツ! Enjeru Bītsu!) là một bộ anime truyền hình Nhật Bản dài 13 tập được sản xuất bởi P.A. Works và Aniplex, do Seiji Kishi làm đạo diễn. Cốt truyện được sáng tác đầu tiên bởi Maeda Jun, ông cũng tham gia viết kịch bản phim và soạn nhạc, các bản vẽ gốc của nhân vật được thiết kế bởi Na-Ga; cả Maeda và Na-Ga đều đến từ hãng visual novel Key, công ty này từng cho ra đời các tác phẩm nổi tiếng như Kanon, AIR và CLANNAD. Anime bắt đầu phát sóng ở Nhật Bản từ ngày 3 tháng 4, 2010 và kết thúc vào ngày 26 tháng 6, 2010. Một tập OVA đã phát hành ngày 22 tháng 12 năm 2010. Cốt truyện lấy bối cảnh ở thế giới sau khi chết và tập trung vào Otonashi, một chàng trai bị mất trí nhớ và quên hết những kỷ niệm khi còn sống của mình. Anh ghi danh vào trường học ở thế giới bên kia và gặp một cô gái tên là Yuri, người đã mời anh gia nhập SSS—một tổ chức do cô chỉ huy để chống lại Thượng đế. Kẻ thù của SSS là Hội trưởng Hội học sinh được họ gọi là Thiên sứ, một cô gái có năng lực siêu nhiên.
Key đã hợp tác với tạp chí Dengeki G's Magazine của ASCII Media Works để sản xuất dự án này thành loại hình truyền thông hỗn hợp. Hai loạt manga được đăng trên Dengeki G's Magazine: một được minh hoạ bởi Komowata Haruka, bắt đầu đăng trên số ra tháng 12 năm 2009, và loạt còn lại được vẽ bởi Asami Yuriko, bắt đầu đăng trên số ra tháng 5 năm 2010. Một bộ light novel do Maeda sáng tác và minh họa bởi GotoP cũng được đăng trên Dengeki G's Magazine từ số ra tháng 11 năm 2009 đến tháng 5 năm 2010. Hai chương trình radio trên Internet cũng được sản xuất để giới thiệu về Angel Beats!. Maeda Jun cũng là nhà biên kịch chính cho chuyển thể visual novel của series này, dự kiến sẽ được Key ra mắt trong tương lai.

## Cốt truyện
Bối cảnh của Angel Beats! được đặt trong một trường trung học được cho là ở thế giới bên kia, nơi các học sinh học cách từ bỏ các vướng bận khi còn sống trước khi có thể tiếp tục cuộc sống sau khi chết hoặc được đầu thai. Cho dù những học sinh ở đây đều có thể gặp mọi loại thương tổn dẫn đến cái chết và tuy vẫn có cảm giác đau đớn, họ không thể chết được nữa và sẽ tỉnh lại sau vài phút. Câu chuyện xoay quanh nhân vật chính Otonashi, một chàng trai đã mất đi trí nhớ của mình sau khi chết. Tỉnh lại ở thế giới bên kia, anh gặp một cô gái tên là Yuri, cô mời anh tham gia Shinda Sekai Sensen (SSS) (死んだ世界戦線 tạm dịch: Chiến tuyến sau cái chết), một tổ chức do cô thành lập và lãnh đạo nhằm chống lại Thượng đế vì sự sắp đặt số phận tàn nhẫn mà họ phải nhận. Kẻ thù duy nhất của họ trong thế giới đó là Thiên sứ, Hội trưởng Hội học sinh, người có sức mạnh siêu nhiên và chiến đấu chống lại SSS. Yuri tin rằng những ai nghe theo lời của Thiên sứ và hành động như một học sinh bình thường sẽ biến mất ngay lập tức và được siêu thoát. Tuy nhiên, thực ra những người ở đây sẽ siêu thoát khi ước mơ của họ lúc còn sống được hoàn thành.
Tại SSS, có hai tiểu đơn vị giúp hoàn thành các chiến dịch chống lại Thiên sứ. Đầu tiên là bốn cô gái trong ban nhạc toàn nữ "Girls Dead Monster" làm nhiệm vụ đánh lạc hướng Thiên sứ và NPC ("non-player character" - một số lượng lớn giáo viên-học sinh mà Yuri cho rằng không phải là người, nhưng có hình dạng và hành động giống con người) khi SSS hành động. Một nhóm khác thuộc SSS đóng quân ở Guild, đặt dưới mặt đất, có nhiệm vụ sản xuất vũ khi chống lại Thiên sứ. Mọi người ở thế giới này đều có thể tạo bất kỳ thứ gì từ ký ức khi còn sống của họ bằng đất và phế thải, và Guild dùng khả năng này để sản xuất hàng loạt vũ khí.
Thiên sứ dùng một khả năng tương tự để tạo ra sức mạnh siêu nhiên cho mình, với sự hỗ trợ của một chương trình máy tính được gọi là Angel Player. Vũ khí chính của cô là hand sonic, một thanh kiếm gắn trên một hoặc cả hai cánh tay có thể thay đổi thành năm kiểu khác nhau. Một số kĩ năng khác: distortion, một tấm khiên vô hình có thể đánh bật đạn; delay, tạo ra một dư ảnh làm lúng túng kẻ thù khi đánh cận chiến; harmonic, tạo ra một bản sao có ý thức từ bản gốc; absorb, tự động tái nhập các bản sao được sinh ra từ harmonic; howling, tạo ra một tần số sóng âm rất cao làm choáng váng đối phương; angel wings, tạo ra một đôi cánh có thể bay lượn và chỉ với mục đích trang trí; và energy blast, tạo ra một vụ nổ có sức công phá lớn. Các kĩ năng này được kích hoạt khi cô đọc tên của chúng; tuy nhiên, các kĩ năng như overdrive, làm tăng sức mạnh vật chất, luôn ở trạng thái thụ động và kích hoạt sẵn.
Guild đã bị huỷ diệt khi Thiên sứ cố gắng xâm nhập vào, nhưng các thành viên bên trong đã quay về Old Guild (căn cứ cũ), nơi Thiên sứ không biết. Đến khi Otonashi bắt đầu làm quen với cuộc sống sau cái chết, trưởng nhóm Girls Dead Monster là Iwasawa đã biến mất trước mắt đám đông mọi người trong buổi trình diễn âm nhạc cuối cùng của cô. SSS tìm ra tên thật của Thiên sứ là Tachibana Kanade, và sau một chiến dịch thành công của họ, Kanade mất chức Hội trưởng Hội học sinh và Hội phó Naoi thay thế cô. Không như Kanade, Naoi là người muốn xoá bỏ SSS và thậm chí còn dùng sức mạnh thôi miên để điều khiển NPC chiến đấu cho mình. Otonashi đã ngăn chặn Naoi, sau đó anh cũng tình nguyện tham gia SSS. Otonashi đã lấy lại được những ký ức của mình, nhưng anh quyết định vẫn tiếp tục ở lại đây với các đồng đội.
Kanade bây giờ là một học sinh bình thường, Otonashi kết bạn với cô và mời cô tham gia các hoạt động của SSS. Cô đã sử dụng sức mạnh phân thân trong khi tham gia một trận chiến, kết quả là tạo ra một "Thiên sứ" nữa có đôi mắt đỏ hung bạo. Bản sao cũng tự phân thân thành nhiều bản, nhưng toàn bộ nhân bản đã nhập lại vào bản gốc sau khi Yuri viết lại chương trình Angel Player. Otonashi bắt đầu thực hiện kế hoạch cùng với Kanade giúp các thành viên SSS siêu thoát sau khi anh đã nhớ lại cuộc sống trước đây và cái chết của mình. Kanade được phục hồi chức Hội trưởng Hội học sinh. Otonashi và Kanade đã hợp tác để giúp Yui siêu thoát, nhưng chính Hinata mới là người giúp cô hoàn thành ước nguyện bằng cách hứa sẽ cưới cô.
Các bóng đen bí ẩn xuất hiện và tấn công SSS. Takamatsu đã bị một bóng đen bắt, và sau đó anh xuất hiện trở lại trong bộ dạng của một NPC. Otonashi trình bày quan điểm của anh với các thành viên SSS và họ đồng ý được siêu thoát thay vì biến thành NPC, bao gồm những người còn lại của Girls Dead Monster, Chā và nhiều thành viên không rõ lai lịch. Yuri nhận thấy rằng một số NPC đã biến thành bóng đen và cô khám phá ra kẻ đứng sau chuyện này đang trốn ở Guild. Sau khi nhận được sự giúp đỡ của Otonashi, Kanade, Hinata và Naoi, Yuri gặp một NPC, người này được lập trình để kích hoạt các bóng đen khi phát hiện tình yêu trong thế giới này. Người lập trình cũng tự biến mình thành NPC trước đó ít lâu. Yuri phá huỷ toàn bộ máy tính chứa chương trình điều khiển các bóng đen. Ba ngày sau, Otonashi, Yuri, Kanade, Hinata và Naoi là những người cuối cùng vẫn chưa siêu thoát. Họ tổ chức một buổi lễ tốt nghiệp để cảm ơn sự giúp đỡ dành cho nhau suốt thời gian qua. Sau khi Naoi, Yuri và Hinata biến mất, Otonashi biết được tâm nguyện của Kanade là cảm ơn anh vì trái tim mà anh đã hiến tặng cô sau khi anh chết. Otonashi rất đau khổ khi Kanade nói lời cảm ơn và biến mất vì anh đã yêu cô. Sau đó, Otonashi đã ở lại trong một khoảng thời gian để giúp người ở thế giới cõi âm được siêu thoát và sau đó anh cũng biến mất (ở phần bài hát cuối phim). Trong lời bạt cuối phim, Otonashi đã đi ngang qua Kanade (kiếp sau của hai người) trên một con đường ở dương gian. Otonashi nhận ra giai điệu một ca khúc của Girls Dead Monster mà Kanade đang ngâm nga và vội đuổi theo cô. Cảnh phim nhạt dần khi anh đặt một tay lên vai Kanade...

## Nhân vật

### Nhân vật chính
Otonashi Yuzuru (音無 結弦)
Lồng tiếng bởi: Kamiya Hiroshi
Otonashi là nhân vật nam chính trong Angel Beats!. Vì quá khứ của mình, Otonashi thích quan tâm đến người khác và không muốn bất kì ai phải chịu đựng sự đau đớn hay phiền muộn. Sau khi chết, anh đã mất đi trí nhớ ở dương gian, nhưng đã tự phục hồi sau một thời gian. Anh từng có một cô em gái tên là Hatsune (初音 Lồng tiếng bởi: Nakahara Mai), cô đã mất vì một căn bệnh sau bao tháng ngày chăm sóc miệt mài của anh. Sau đó, Otonashi đã thay đổi hoàn toàn và phấn đấu trở thành một bác sĩ, nhưng đã chết trong một vụ tai nạn xe lửa trước khi tham dự kì thi tuyển sinh vào đại học. Lúc mới gia nhập SSS, Otonashi không thông thạo bất kì loại trang bị nào, anh bắt đầu thực tập với khả năng bắn súng, và cứu nguy cho đồng đội khi họ gặp nguy hiểm. Anh được cấp một khẩu Glock 17. Trong tập cuối anime, anh đã thú nhận tình yêu của mình đối với Kanade rằng anh yêu cô.
Nakamura Yuri (中村 ゆり)
Lồng tiếng bởi: Sakurai Harumi
Yuri, biệt danh là Yurippe (ゆりっぺ), là một cô gái đeo băng đô, tóc dài qua vai và thường mặc đồng phục xanh trắng. Đôi mắt cô rất sáng và tinh anh, toát lên tính cách sôi nổi, thông minh, mạnh mẽ và có tư chất lãnh đạo. Cô có một tính cách quyết đoán, suy nghĩ khác người và quyết định mời Otonashi tham gia SSS, một tổ chức kì lạ do cô lập ra và lãnh đạo nhằm chống lại Thượng đế. Yuri khá thông minh trong việc lập ra các chiến dịch, cô cũng là người có nghị lực và rất mạnh mẽ. Cô mang theo một khẩu Beretta 92 màu bạc, nhưng cũng có thể chiến đấu bằng TDI Vecto, CheyTac Intervention và M4 Carbine với một bệ gác. Không chỉ thông thạo súng, Yuri còn có khả năng đánh cận chiến và rất giỏi lập trình vi tính. Yuri tuyên bố chống lại Thượng đế sau khi ba người em ruột của cô đã bị giết bởi một băng cướp lúc cô còn sống, và cô không bao giờ tha thứ cho bản thân vì đã không ngăn chặn cái chết của họ. Yuri là một chỉ huy xuất sắc, nhưng cô không tự nhận xét về mình như vậy. Yuri thực sự không nhận ra rằng cô đã quan tâm và lo lắng rất nhiều cho các thành viên SSS, đối xử với họ giống như người thân trong gia đình. Cô đã hối tiếc và nói lời xin lỗi với Kanade sau những trận kịch chiến giữa hai người, bởi vì Yuri cảm thấy cô và Kanade vốn đã có thể trở thành bạn thân. Cái chết của Yuri vẫn chưa được xác định rõ đến tận khi cô siêu thoát trong tập cuối anime sau lễ tốt nghiệp.
Thiên sứ (天使 Tenshi) Tachibana Kanade (立華 奏)
Lồng tiếng bởi: Hanazawa Kana
Thiên sứ là Hội trưởng Hội học sinh trong trường học ở thế giới bên kia. Vị trí này khiến cô mâu thuẫn với SSS vì nhiệm vụ của cô là ngăn chặn hành động vi phạm nội quy và phá hoại do tổ chức này gây ra. SSS ban đầu gọi cô là "Thiên sứ" vì họ không biết tên thật của cô, nhưng sau đó họ vẫn tiếp tục gọi cô như vậy dù đã biết tên thật của cô là Tachibana Kanade. Không ai biết nhiều về cô vì cô rất ít nói. Cho đến tận nửa sau của anime, Kanade vẫn thường đi ăn và làm việc một mình. Sự thiếu biểu cảm ở cô cũng khiến người khác thắc mắc là cô có tri giác, cảm xúc hay không. Phải chờ đến khi Otonashi bắt chuyện với cô thì cô mới bắt đầu bộc lộ tính cách của mình. Tính cách hướng nội của cô là do vai trò mà cô đảm nhận. Cô không có cơ hội kết nối với phe đối địch. Ngay cả sau khi trò chuyện cùng Otonashi, cô vẫn yêu thích các hoạt động cá nhân riêng tư như làm vườn. Đến tận thời điểm này, cô cũng rất ít nói. Bản tính nói nhỏ và lối ứng xử nhẹ nhàng cũng đã chỉ rõ bản chất hướng nội của cô. Sở hữu mái tóc bạch kim nổi bật, khuôn mặt lạnh lùng ít biểu lộ cảm xúc ra bên ngoài và cách nói chuyện gãy gọn thẳng thắn. Mặc dù có một phong thái tao nhã và thân hình nhỏ bé, Kanade thực sự rất mạnh và rất ít khi bị thương do mang trong người nhiều sức mạnh siêu nhiên. Cô tự tạo ra các kĩ năng đặc biệt ấy thông qua một chương trình máy tính được gọi là Angel Player. Đi sâu vào những tập phim, người xem dần khám phá ra con người thật của Kanade rất tốt bụng, luôn âm thầm tìm cách giúp mọi người hoàn thành tâm nguyện và siêu thoát, dù không mấy hiệu quả và còn khiến SSS hiểu lầm. Và đặc biệt Kanade là một cô gái đầy tình nghĩa, luôn biết ơn và trân trọng những ai đã giúp đỡ mình. Món ăn yêu thích của Kanade là Đậu phụ mapo, một loại đậu phụ rất cay. Cái chết của cô giống cái chết của Yuri vẫn còn khá bí ẩn.

### Thành viên SSS

Các nhân vật trong Angel Beats! (từ trái sang phải): Irie, Sekine, Takamatsu, Matsushita, TK, Naoi, Otonashi, Yuri, Kanade, Noda, Hinata, Yui, Ōyama, Fujimaki, Iwasawa, Hisako, Takeyama, Shiina và Yusa.

Hideki Hinata (日向 秀樹)
Lồng tiếng bởi: Kimura Ryōhei
Hinata là bạn thân nhất của Otonashi. Anh luôn cố gắng giúp đỡ mọi người hết sức mình nếu có thể và là một thành viên đáng tin cậy trong tổ chức. Hinata và Yui là một cặp đôi oan gia luôn tạo ra các tình huống dở khóc dở cười. Họ cãi nhau hàng ngày nhưng ẩn sau bên trong Hinata luôn quan tâm, lo lắng cho Yui, muốn hoàn thành ước nguyện của cô để cô được siêu thoát. Sau khi nói ra tình cảm của mình, Hinata và Yui đã mang theo những tình cảm ấm áp đó chia tay nhau trong nước mắt. Anh là một cầu thủ bóng chày tài năng. Hinata là chiến hữu đầu tiên của Yuri và cùng cô lập nên SSS, biệt danh "Yurippe" của cô cũng do anh nghĩ ra do không thấy thoải mái khi gọi thẳng tên thật của cô, vì mẹ anh cũng tên là Yuri. Hinata chết do bị một chiếc xe tải đâm phải.
Takamatsu (高松)
Lồng tiếng bởi: Mizushima Takahiro
Takamatsu là một học sinh mang kính khá lịch sự và có vẻ tri thức. Anh góp công trong SSS bằng cách thu thập tin tức tình báo và nhiều thông tin khác, nhưng không trực tiếp chiến đấu. Yuri bảo rằng đừng bị anh ta đánh lừa bởi cặp kính vì anh ta thực sự là một gã ngốc. Dù xuất hiện dưới một dáng vóc mảnh dẻ, Takamatsu luôn bí mật tập luyện thể lực để có cơ bắp vạm vỡ. Sau lần đầu tiên để lộ cơ thể cường tráng, anh liên tục cởi áo ra trong nhiều trường hợp khác, gây cho người khác sự khó chịu. Takamatsu bị một bóng ma ăn mất linh hồn và trở thành NPC. Tuy nhiên, nhờ một ý chí mạnh mẽ (theo lời Yuri), anh đã lấy lại được ký ức và tự mình siêu thoát như những người khác.
Noda (野田)
Lồng tiếng bởi: Takagi Shun
Noda là một anh chàng luôn tự tin về bản thân và tích cực tham gia các chiến dịch với vũ khí là một cây kích dài. Anh không nghe bất cứ lời khuyên nào của người khác trừ Yuri, người mà anh thầm ngưỡng mộ, và gây hấn với hầu như tất cả mọi người. Anh có một mối quan hệ không được tốt lắm với Otonashi ngay từ lần đầu gặp mặt. Noda ngốc nghếch toàn diện và học rất tệ; có lúc Takayama đã hạ gục anh bằng một tràng số pi. Noda không ngần ngại làm bị thương hoặc giết bất cứ ai cản đường Yuri. Mặc dù thích chiến đấu bằng cây kích của mình, đôi khi anh cũng dùng súng lúc khẩn cấp mặc dù rất ghét chúng.
Shiina (椎名)
Lồng tiếng bởi: Saitō Fūko
Shiina là một nữ ninja chiến đấu bằng một cặp kodachi và shuriken. Cô có thể cảm nhận được nguy hiểm đang đến và là một chiến binh mạnh mẽ. Dù thường ngày rất nghiêm túc, cô khá yếu đuối trước các vật đáng yêu như thú nhồi bông. Cô luôn tự nâng cao trình độ bản thân và thường quan trọng hóa sự thất bại của mình, như việc bị một người mới đến như Otonashi qua mặt. Cô cho rằng đó là do mình chưa tập trung, và từ đó Shiina tập giữ thăng bằng bằng cách đặt một cây chổi và nhiều vật dụng linh tinh khác trên mỗi ngón tay trong thời gian dài. Shiina ít khi mở lời, nhưng thông thường sẽ nhận xét bằng câu "quá nông cạn" mỗi khi một người hay một vật nào đó làm những chuyện mà cô cho là ngốc nghếch.
Yusa (遊佐)
Lồng tiếng bởi: Makino Yui
Yusa là một điều hành viên trong SSS chịu trách nhiệm báo cáo tình hình trên chiến trường cho Yuri. Cô là người đơn giản, lịch sự, khá bình tĩnh và nhẹ nhàng. Như Thiên sứ, Yusa không thể hiện cảm xúc ra bên ngoài và được Otonashi và Hinata cho rằng rất đáng sợ. Yusa không thể bình tĩnh nếu thiếu tai nghe của mình. Cô không thích trò chuyện và đôi khi làm tổn thương cảm xúc của người khác thậm chí khi ngay cả bản thân còn không hiểu mình đang nói gì.
Fujimaki (藤巻)
Lồng tiếng bởi: Masuda Yūki
Fujimaki là một trong những thành viên tấn công chủ lực của SSS và luôn sử dụng một thanh shirasaya. Anh kiếm chuyện với những người mới đến như Otonashi nhưng không có vẻ là người xấu. Fujimaki không biết bơi.
TK
Lồng tiếng bởi: Michael Rivas
TK là một nhân vật bí ẩn luôn đeo một chiếc khăn che mắt và nhảy bất kỳ lúc nào có thể. Không ai biết quá khứ hay tên thật của anh. Anh nói những câu tiếng Anh gần như là vô nghĩa tuỳ theo tình huống, chủ yếu là trích dẫn từ văn hóa đại chúng, nhưng có vẻ không thật sự hiểu nghĩa của chúng lắm. TK nhiều lần cứu nguy cho đồng đội và tuy hiếm khi nói tiếng Nhật, anh có thể hiểu những người xung quanh nói gì. Anh mang theo nhiều loại súng ống lỉnh kỉnh như Browning Hi-Power và LAR Grizzly hay một khẩu tiểu liên PP-19 Bizon khi thực hiện các chiến dịch.
Matsushita (松下)
Lồng tiếng bởi: Tokumoto Eiichirō
Matsushita, còn gọi là "Matsushita ngũ đẳng", là một anh chàng đô con và là bậc thầy về judo. Anh không bao giờ quên các khoản nợ mà mình mắc phải, đặc biệt là khi nó liên quan đến thức ăn (cụ thể là gyūdon). Anh sử dụng các vũ khí hạng nặng như súng phóng tên lửa hay súng máy trong khi chiến đấu. Matsushita đã giảm cân khá nhiều sau khi tu luyện trên núi.
Ōyama (大山)
Lồng tiếng bởi: Kobayashi Yumiko
Ōyama là một nam sinh bình thường không có tài năng gì đặc biệt. Anh không có điểm nào vượt trội nhưng có thể làm được mọi công việc mà người bình thường làm được, hay nói cách khác, anh thuộc típ người "Một nghề cho chín, còn hơn chín nghề". Ōyama là một cậu bé thanh khiết, dễ bị tổn thương tình cảm và kinh tởm khi nhìn thấy cái chết của người khác. Vũ khí thường dùng của anh là súng bắn tỉa Remington 700 hay súng lục P226.
Takeyama (竹山)
Lồng tiếng bởi: Ichiki Mitsuhiro
Takeyama là một hacker chuyên nghiệp ưa hoàn hảo và rất thông minh. Anh là người viết chương trình "Briefing Manager" mà Yuri dùng để tóm tắt các nhiệm vụ của SSS. Takeyama yêu cầu mọi người gọi anh là "Đấng Cứu Thế", dù không ai quan tâm đến chuyện này. Takeyama không hề tham gia các hoạt động chiến đấu thực sự nào, công việc chủ yếu của anh là thu thập dữ liệu và thông tin.
Chā (チャー)
Lồng tiếng bởi: Tōchi Hiroki
Chā là chỉ huy của Guild. Dù trông già hơn, anh bằng tuổi với Otonashi và những người khác. Anh là một kỹ sư tài giỏi và có thể khiến người khác nghe hay hiểu ý mình.
Naoi Ayato (直井 文人)
Lồng tiếng bởi: Ogata Megumi
Naoi là một nam sinh bình thường dù ban đầu được cho là NPC. Sau khi chết, Naoi có được sức mạnh thôi miên cho phép anh có thể điều khiển những người xung quanh và làm cho họ rơi vào trạng thái mộng du. Anh kết bạn với Otonashi và gia nhập SSS sau đó. Là Hội phó Hội học sinh và tự xem mình là Thượng đế, Naoi khá nghiêm túc và kiêu ngạo, nhưng lập tức thay đổi hành vi và thái độ khi trò chuyện với Otonashi. Naoi có tình cảm đặc biệt với Otonashi, dù luôn phải chịu thất vọng, và luôn cố gắng gây sự chú ý với anh.

#### Girls Dead Monster
Iwasawa Masami (岩沢 まさみ)
Lồng tiếng bởi: Sawashiro Miyuki, Marina (hát)
Iwasawa Masami là trưởng nhóm đầu tiên của Girls Dead Monster do nhận lời mời của Hisako, cô cũng là người viết lời và sáng tác các ca khúc cho nhóm. Nhạc cụ của cô là ghi-ta Sienna Sunburst/Maple Fender Stratocaster. Dù bình thường là một cô gái trầm tính, Iwasawa có thể mê hoặc thính giả nhờ những giai điệu nói lên tâm trạng và cảm xúc của cô. Iwasawa sử dụng âm nhạc để quên đi các cuộc cãi vã của bố mẹ khi còn sống, nhưng cuối cùng cô lại chết do chấn thương não vì bị đánh vào đầu trong lúc can ngăn họ. Cô siêu thoát sau khi trình bày xong nhạc phẩm cuối cùng của mình, "My Song". Cô chấp nhận dùng lời ca của mình để giúp đỡ người khác một ngày nào đó.
Hisako (ひさ子)
Lồng tiếng bởi: Matsuura Chie
Hisako là phó nhóm của Girls Dead Monster, cô chơi ghi-ta điện Fender Jazzmaster như một tay chơi nhạc chính. Hisako khá vô tư và thích đánh mạt chược, trò chơi mà cô luôn gặp may mắn. Theo Hinata, Hisako cũng giỏi thể thao và là thần tượng của Yui nhờ cú riff ghi-ta của cô. Khi con sống, cô là thành viên của một ban nhạc về sau bị giải tán do ca sĩ chính tự tử.
Irie Miyuki (入江 みゆき)
Lồng tiếng bởi: Asumi Kana
Irie là tay trống của Girls Dead Monster. Dù biết mình đã chết, Irie rất sợ nghe chuyện về ma quỷ hay linh hồn, và Sekine thích tận dụng điểm yếu này để trêu chọc cô. Irie là bạn thân của Sekine và họ gia nhập Girls Dead Monster cùng nhau.
Sekine Shiori (関根 しおり)
Lồng tiếng bởi: Katō Emiri
Sekine chơi ghi-ta trầm G&L L-2000 trong Girls Dead Monster. Cô cũng thích các trò chơi khăm và gương mặt ngạc nhiên của các nạn nhân của cô. Sekine thích tạo những giai điệu ngẫu hứng khi biểu diễn và chúng thường gây thất vọng lớn cho Hisako.
Yui (ユイ)
Lồng tiếng bởi: Kitamura Eri, LiSA (hát)
Yui ban đầu là trợ lý của Girls Dead Monster và là người hâm mộ đặc biệt của ban nhạc. Yui khá hiếu động và nói chuyện rất nhanh. Hinata luôn cảm thấy cô rất phiền nhiễu, dù sự thật là họ đã có cảm tình với nhau. Yui đeo một chiếc đuôi quỷ, một chiếc còng trên cô tay và một đôi cánh được giấu sau lưng, để tạo ấn tượng đầu với người khác về cô như một tiểu quỷ. Sau khi Iwasawa siêu thoát, Yui trở thành tay chơi ghi-ta nhịp điệu mới và hát chính trong Girls Dead Monster, cũng như làm chỉ huy của họ. Yui sử dụng ghi-ta điện Gibson SG Special. Cô cũng tham gia vào các nhiệm vụ chính của SSS, dù không góp nhiều công lớn. Mái tóc màu hồng của cô cũng là một biểu tượng cho nhân cách sống sáng ngời của cô bé.

## Sản xuất

### Sáng tác và ý tưởng
Các tác giả ban đầu của Angel Beats! là Maeda Jun và Na-Ga của Key, đã được phỏng vấn trong số ra tháng 7 năm 2009 trên tạp chí Dengeki G's Magazine của ASCII Media Works. Vào thời điểm mà Key đã hoàn tất phiên bản đầu tiên của Little Busters!, visual novel thứ sáu của họ, Toba Hironori của Aniplex (chính ông cũng là một người hâm mộ các tác phẩm của Key) đã gặp Maeda khoảng tháng 10 năm 2007 để đề nghị hợp tác sản xuất một sê-ri anime gốc. Maeda bắt đầu liên lạc với Toba và Aniplex hàng tháng và cốt truyện bắt đầu được phát triển. Aniplex muốn Maeda viết một cốt truyện sao cho thật "giống với phong cách của Key, với những khoảnh khắc cảm động của tiếng cười và những giọt nước mắt", tuy nhiên lúc này Maeda lại thấy mình bị mất phương hướng khi cố gắng viết tiếp Little Busters!, vì ông nghĩ rằng mình đã đạt đến giới hạn ở tác phẩm Little Busters! nếu cứ theo quan điểm "giống với phong cách của Key". Và đến một ngày nọ, Maeda đã mất hết cảm xúc, đó chính là lúc ông nảy sinh ra ý tưởng viết tiếp một cốt truyện lấy bối cảnh ở thế giới bên kia. Hơn nữa, với mọi nhân vật trong câu chuyện đã chết, Maeda đã hình dung ra những trận chiến chớp nhoáng nơi mà tất cả họ có thể chiến đấu hết mình vì lý tưởng mà không sợ cái chết. Theo Maeda, chủ đề chính của sê-ri này là "cuộc sống", mà trong Angel Beats! nó được mô tả như một điều quý giá và tuyệt vời, mặc dù các nhân vật trong Angel Beats! là những người luôn đấu tranh để chống lại số phận của chính họ.
Maeda đã đề cử Na-Ga là người thiết kế nhân vật vào khoảng gần đầu năm 2008. Na-Ga đã lo lắng rằng các công việc đồ họa vi tính (CG) tại Key (do ông phụ trách chính) có thể bị ảnh hưởng, nhưng ông đã nhận công việc này vì các kinh nghiệm của mình trong khâu CG. Maeda đã đề cử Na-Ga vì ông là người thiết kế nhiều nhân vật chính cho Little Busters! và cũng vì sự thẳng thắn của ông. Na-Ga đã thiết kế nhân vật Yuri dựa trên tính cách của một chỉ huy và theo đề xuất của Maeda, ông đã thêm một chiếc băng đô màu đen cho cô, lấy ý tưởng từ Amagi Yukiko trong tựa game Persona 4, nhân vật nữ chính mà Maeda mến mộ trong trò chơi này. Tóc của Yuri có buộc thêm một chiếc nơ màu xanh, đó là kết quả từ các cuộc họp của hội đồng sản xuất. Khái niệm về Thiên sứ ban đầu đã được phác họa là phải can đảm theo mẫu những cô gái hành động. Tuy nhiên, Maeda đã nói rằng hình vẽ của nhân vật này đã thay đổi trong suốt quá trình phát triển vì rằng ban đầu cô quá giống nhân vật Ryōgi Shiki trong Kara no Kyōkai. Cuối cùng, khái niệm về Thiên sứ đã biến thành "một cô gái thầm lặng và bí ẩn". Trước khi quyết định thiết kế nhân vật Otonashi, Maeda đã nói với Na-Ga là ông có thể làm tất cả mọi thứ cảm thấy tốt nhất và chỉ việc vẽ ra một cái gì đó, và cuối cùng ông đã phác họa nên hình ảnh của Otonashi và Hinata cùng những nhân vật khác. Một số nhân vật ban đầu được gợi ý một cách mơ hồ bởi Maeda, như việc yêu cầu Na-Ga vẽ "một nhân vật trong ban nhạc toàn nữ sử dụng ghi-ta trầm", đó là lý do khai sinh ra nhân vật Sekine trong Girls Dead Monster; cũng như "nhân vật nói tiếng Anh bằng một giọng khó hiểu", chính là TK.

### Sản xuất anime
Nhà điều hành sản xuất Angel Beats! của Aniplex, Toba Hironori, đã được phỏng vấn trong số ra tháng 11 năm 2009 của tạp chí Dengeki G's Magazine, nơi ông nhận xét rằng nếu chỉ có 13 tập phim với thời lượng vỏn vẹn 21 phút trong mỗi tập thì bộ anime này không thể bao chứa hết cốt truyện của Angel Beats! mà Maeda đã sáng tác. Vì vậy, các loại hình truyền thông khác, như truyện ngắn minh họa và manga, sẽ bổ sung cho toàn bộ cốt truyện mà anime không kịp truyền tải do thời gian quá hạn hẹp. Toba muốn những người hâm mộ sê-ri này sẽ phải tận hưởng trọn vẹn cốt truyện của nó bằng cách khám phá tất cả các phương tiện truyền thông đại chúng. Maeda cảm thấy rất mệt mỏi khi cứ phải chạy qua lại giữa Osaka và Tokyo để tham dự các cuộc họp trong khi vẫn đang phải viết kịch bản, ông cũng thấy rằng rất khó để viết toàn bộ cốt truyện một mình, công việc mà ông chưa từng làm khi còn là nhà biên kịch cho các trò chơi của Key. Chỉ sau khi cốt truyện được hoàn tất thì Maeda mới có thể bắt tay sang phần âm nhạc, phần mà ông rất thích và không bao giờ cảm thấy mệt mỏi. Maeda đã soạn ra 15 nhạc phẩm cho Girls Dead Monster và dành trung bình khoảng 2 ngày để soạn mỗi bài. Ông muốn chắc rằng các ca khúc dành cho Girls Dead Monster phải có giai điệu như các nữ sinh trung học soạn, kể cả lời bài hát. Vì thế, Maeda chỉ ra rằng các ca khúc chủ đề mở đầu và kết thúc của Angel Beats!, cũng do chính tay ông soạn, phải nghe sao cho khác với phong cách của Girls Dead Monster, giống như của những người có tính cách khác trình diễn.
Lý do để P.A. Works trở thành hãng phim sản xuất Angel Beats! là vì Toba đã để ý công ty này trong quá trình họ hỗ trợ sản xuất và cung cấp các hình ảnh hoạt họa cho Fullmetal Alchemist (2003–2004) và Darker than Black (2007); cũng như hỗ trợ sản xuất cho các sê-ri anime của Aniplex. Sau khi xem ba tập phim đầu tiên của True Tears (2008) do P.A. Works thực hiện, Toba thực sự đã sốc vì chất lượng cao của chúng và ngay lập tức chạy lên xưởng phim của P.A. Works tại Toyama để gặp các nhân viên sản xuất với hy vọng rằng một ngày nào đó Aniplex có thể hợp tác với họ để cùng nhau sản xuất các bộ anime. Tuần kế tiếp, Maeda mang các bản phác họa hoạt họa đến xưởng phim của Angel Beats!, ông nói rằng mình đã xem True Tears và đã bắt đầu chú ý đến P.A. Works. Ngay sau đó, Toba chính thức đề nghị P.A. Works tham gia sản xuất họa họa cho dự án này. Maeda nói rằng các tình huống hài hước là một phần rất quan trọng trong Angel Beats!, đây là lý do mà Toba mời Kishi Seiji làm đạo diễn vì kinh nghiệm của ông trong công việc này cũng như ảnh hưởng của ông đến các nhân viên của P.A. Works, mà đa số họ đều rất non trẻ. Kishi đã hội ý lần cuối với giám đốc đại diện P.A. Works là Horikawa Kenji về việc thực hiện một "bộ phim hài học đường có cốt truyện viết bởi một nhà biên kịch cho các trò chơi", và ông đã bị sốc khi phát hiện ra nhà biên kịch đó chính là Maeda. Kishi tự hỏi làm thế nào mà một bộ phim lại vừa có thể chứa đựng được sự hài hước, vừa mang nhiều khía cạnh khác nhau của cuộc sống như hành động chớp nhoáng, âm nhạc hài hòa và xen lẫn nhiều cảm xúc như thế. Kishi nói rằng nếu phải hoàn thành tốt tất cả các tiêu chuẩn đó thì ông sẽ phải chịu rất nhiều áp lực trong công việc, nhưng ông đã bị thúc đẩy bởi sự quyết tâm của Maeda trong việc bám sát kịch bản. Quyết định thiết kế thêm ban nhạc toàn nữ Girls Dead Monster là đề xuất của Maeda với ý niệm càng có nhiều nhân vật sẽ tăng thêm nhiều tình tiết thú vị cho sê-ri này.
Kishi đã đặc biệt đề nghị cho đạo diễn tiếng động và âm thanh Iida Satoki cùng tham gia vào dự án, người đã từng cộng tác với Maeda trong việc rà soát và điều chỉnh các nhạc phẩm. Trả lời phỏng vấn trong số ra tháng 4 năm 2010 của Dengeki G's Magazine, Iida nói rằng Maeda và nhóm Anant-Garde Eyes đã tán thành việc ông đề nghị sử dụng các đoạn nhạc ngắn để làm nhạc nền (BGM) cho bộ phim. Iida thừa nhận rằng ông không quen dùng các thể loại nhạc truyền thống của anime, ông đã phải thử nghiệm rất nhiều và sửa lỗi giai điệu với Maeda và Anant-Garde Eyes để có được một nhạc phẩm hoàn chỉnh. Maeda và Anant-Garde Eyes ra sức tạo những giai điệu track nhạc có chất lượng cao hay tạo cho người nghe nhiều cảm xúc, trong khi Iida theo đuổi mục tiêu hướng các giai điệu sao cho thật hữu dụng như track BGM; điều này đã gây ra hàng loạt rắc rối trong quá trình sản xuất âm nhạc. Iida nhận ra rằng âm nhạc rất quan trọng và có tác dụng mạnh hơn nữa khi kết hợp với các yếu tố thị giác, và ông cố gắng tạo nên sự hài hòa giữa khả năng nghe và nhìn của khán giả. Toba đã để ý đến nhà thiết kế nhân vật và tạo hình hoạt họa chính Hirata Katsuzō kể từ khi ông này tham gia thực hiện Gurren Lagann (2007), với kỹ năng nghệ sĩ của mình, ông đã hỗ trợ công việc trở nên nhanh chóng hơn và trôi chảy hơn. Sau khi Toba nhìn rõ tài năng của Hirata trong vai trò họa sĩ chính của Strike Witches (2008), ông đã đề nghị Hirata tham gia vào nhóm làm Angel Beats!, thậm chí Maeda còn đưa cho Hirata con dấu dùng để kiểm duyệt của mình.

## Phương tiện truyền thông

### Các chương trình radio
Bốn tập phim quảng bá cho Angel Beats! được đưa lên Internet dưới dạng radio mang tên Maeda's Brutal Radio (麻枝准の殺伐ラジオ Maeda Jun no Satsubatsu Rajio, tạm dịch: Chương trình radio đẫm máu của Maeda Jun), phát thanh từ ngày 30 tháng 5 năm 2009 đến 31 tháng 3 năm 2010. Chương trình do Maeda Jun tổ chức cùng với một số khách mời như Toba Hironori, người chịu trách nhiệm sản xuất Angel Beats!, và Na-Ga. Xen kẽ mỗi tháng, sau khi phát thanh chương trình bình thường, có phát sóng thêm một đoạn giới thiệu ngắn mang tên Postwar Disposition (戦後処理 Sengo Shori, tạm dịch: Hậu trường cuộc chiến). Một chương trình phát thanh trên Internet khác quảng bá cho sê-ri mang tên Angel Beats! SSS Radio đã bắt đầu phát sóng vào ngày 18 tháng 3 năm 2010 và tiếp tục thực hiện hàng tuần đến ngày 1 tháng 4 năm 2010 đến 31 tháng 3 năm 2011. Chương trình này được thực hiện bởi Hibiki Radio Station với người dẫn chương trình là Sakurai Harumi (người lồng tiếng cho nhân vật Yuri), Hanazawa Kana (người lồng tiếng cho nhân vật Thiên sứ) và Kitamura Eri (người lồng tiếng cho nhân vật Yui). Đĩa CD đầu tiên có chứa bốn tập của chương trình phát thanh đầu tiên, cũng như chương trình kế tiếp và những phần được ghi âm mới tinh chưa được phát sóng lần nào, được bán vào ngày 23 tháng 6 năm 2010. Một phiên bản giới hạn của đĩa thứ hai đã được bán tại Comiket 78 vào tháng 8 năm 2010 và được bán trọn gói vào ngày 22 tháng 9 năm 2010. Đĩa thứ ba đến thứ bảy phát hành từ ngày 27 tháng 10 năm 2010 đến 29 tháng 7 năm 2011.

### Sách xuất bản
Một sê-ri bảy truyện ngắn có minh họa được viết bởi Maeda Jun và vẽ bởi GotoP mang tựa đề Angel Beats! Track Zero đã được đăng 68680-1) và xuất bản vào ngày 23 tháng 6 năm 2010, bao gồm một chương bổ sung cùng với tám chương chính

### Manga
Các chương của bộ manga theo phong cách Yonkoma có tựa Angel Beats! The 4-koma: Our War Front March Song (Angel Beats! The4コマ 僕らの戦線行進曲♪ Angel Beats! The 4-koma Bokura no Sensen Kōshinkyoku) bắt đầu được đăng thường kì từ số ra tháng 12 năm 2009 trên Dengeki G's Magazine của ASCII Media Works. Một chương đặc biệt dài hai trang của manga này được in màu trong tập năm của Dengeki G's Festival! Deluxe phát hành ngày 26 tháng 12 năm 2009. Một chương đặc biệt khác dài bốn trang được in màu trong tập sáu của Deluxe. Manga này lấy cảm hứng từ cốt truyện của Maeda Jun và được minh họa bởi Komowata Haruka. Komowata cũng là họa sĩ minh họa cho các chương của một bộ manga giới thiệu tiến độ sản xuất dự án Angel Beats! được đăng thường kì trên Dengeki G's Magazine từ số ra tháng 9 năm 2009 đến tháng 6 năm 2010. Tankōbon đầu tiên của Angel Beats! The 4-koma đã ra mắt ngày 18 tháng 12 năm 2010, mang nhãn hiệu Dengeki Comics EX của ASCII Media Works; tập thứ hai phát hành vào ngày 27 tháng 10 năm 2011. Một sê-ri manga khác mang tên Angel Beats! Heaven's Door, minh họa bởi Asami Yuriko, bắt đầu được đăng thường kì trên Dengeki G's Magazine từ số ra tháng 5 năm 2010. Heaven's Door có cốt truyện dựa theo dòng light novel Angel Beats! Track Zero. Tập đầu tiên của Angel Beats! Heaven's Door đã phát hành ngày 18 tháng 12 năm 2010, mang nhãn hiệu Dengeki Comics cũng của ASCII Media Works; tập thứ ba sẽ phát hành ngày 27 tháng 2 năm 2012. Một tuyển tập mang tên Angel Beats! Comic Anthology (Angel Beats! コミックアンソロジー) đã được ASCII Media Works xuất bản vào ngày 18 tháng 12 năm 2010. Bộ truyện này do GotoP và Na-Ga minh họa.

#### Các tập manga
Dưới đây là danh sách các tập manga Angel Beats! xuất bản tại Nhật:
| Angel Beats! The 4-koma: Our War Front March Song - Tập 1: ISBN 978-ngày 4 tháng 4 năm 870192-1, 18 tháng 12 năm 2010 Angel Beats! Heaven's Door - Tập 1: ISBN 978-ngày 4 tháng 4 năm 870188-4, 18 tháng 12 năm 2010 | Angel Beats! Comic Anthology - ISBN 978-ngày 4 tháng 4 năm 870191-4, 18 tháng 12 năm 2010 |

### Anime
Bộ anime truyền hình Angel Beats! dài 13 tập do Kishi Seiji làm đạo diễn, sản xuất bởi P.A. Works và Aniplex được phát sóng tại Nhật Bản từ ngày 3 tháng 4 đến 26 tháng 6 năm 2010 trên kênh truyền hình cáp CBC. Tập đầu tiên được ra mắt vào ngày 22 tháng 3 năm 2010 cho một số khán giả đã được chọn trước qua một cuộc bốc thăm xảy ra cùng tháng trước đó. Kịch bản phim được xây dựng bởi Maeda Jun, người viết cốt truyện gốc cho toàn bộ sê-ri. Họa sĩ hoạt họa chính là Hirata Katsuzō đã nhận toàn bộ các bản thiết kế nhân vật gốc của Na-Ga và tiến hành tạo hình cho anime. Phần lồng tiếng và âm thanh được chỉ đạo bởi Iida Satoki. Aikyatchi dùng trong anime là cảnh biểu trưng của sê-ri trên phông nền trắng kèm theo đó là âm điệu của nốt nhạc La giáng thứ được đánh vang lên một lần.
Bộ đĩa BD/DVD thứ nhất chứa hai tập phim đầu được phát hành vào ngày 23 tháng 6 năm 2010 thành hai bản là bộ giới hạn và bộ thường, bộ đĩa giới hạn sẽ đính kèm theo một drama CD viết bởi Maeda và trình bày bởi dàn diễn viên lồng tiếng của anime. Bộ BD/DVD thứ hai và thứ ba sẽ được phát hành vào ngày 21 tháng 7 và 25 tháng 8. Một đĩa drama CD khác được đóng gói kèm theo bản giới hạn của bộ BD/DVD thứ tư được ra mắt vào ngày 22 tháng 9 năm 2010. Bộ BD/DVD thứ năm và thứ sáu đã phát hành vào ngày 27 tháng 10 và 24 tháng 11 năm 2010; đĩa drama CD thứ ba được đóng gói kèm theo bản giới hạn của bộ BD/DVD thứ sáu. Bộ BD/DVD thứ bảy và bộ cuối cùng đã ra mắt vào ngày 22 tháng 12 năm 2010 chứa thêm một tập OVA, cùng một phụ phim ngắn như lời bạt khác cho sê-ri. Sentai Filmworks là cơ quan cấp phép anime tại Bắc Mỹ, và cùng với nhà phân phối Section23 Films, đã phát hành sê-ri dưới dạng BD/DVD vào ngày 26 tháng 7 năm 2011. Siren Visual sẽ cấp phép phát hành anime tại Úc và New Zealand. Loạt phim cũng được cấp phép tại Liên hiệp Anh, Đức và Hy Lạp bởi Manga Entertainment.

#### Âm nhạc
Âm nhạc trong anime được soạn bởi Maeda và được hòa tấu bởi nhóm Anant-Garde Eyes. Toàn bộ nhạc phẩm khi phát hành đều mang nhãn Key Sounds Label, hãng thu âm của Key. Ca khúc chủ đề mở đầu là "My Soul, Your Beats!" hát bởi Lia và ca khúc chủ đề kết thúc là "Brave Song" do Tada Aoi trình bày. Đĩa đơn chứa hai bài hát này mang tên "My Soul, Your Beats!/Brave Song" được phát hành ngày 26 tháng 5 năm 2010 dưới dạng bản giới hạn (CD+DVD) và bản chính (CD); đĩa DVD phiên bản giới hạn chứa hai đoạn phim mở đầu và kết thúc không có phụ đề. Ban nhạc trong anime là Girls Dead Monster được giao cho hai ca sĩ là Marina và LiSA trình bày các ca khúc. Năm đĩa đơn của Girls Dead Monster đã được phát hành. Đĩa đầu tiên là "Crow Song" phát hành ngày 23 tháng 4 năm 2010 chứa các bài hát do Marina trình bày. Đĩa thứ hai là "Thousand Enemies" và thứ ba là "Little Braver" ra mắt lần lượt vào ngày 12 tháng 5 và 9 tháng 6 năm 2010 với toàn bộ các ca khúc do LiSA thực hiện. Đĩa đơn thứ tư là "Last Song" được hát bởi Marina và đĩa thứ năm có tựa "Ichiban no Takaramono (Yui final ver.)" (一番の宝物～Yui final ver.～) với giọng ca của LiSA; cả hai nhạc phẩm đều ra mắt vào ngày 8 tháng 12 năm 2010. Một album của Girls Dead Monster mang tên Keep The Beats! đã ra mắt vào ngày 30 tháng 6 năm 2010. Phiên bản Keep The Beats! chứa các track nhạc phối khí (không lời) được bán ra vào ngày 28 tháng 7 năm 2010 kèm theo một cuốn sách ký âm dày 256 trang. Soundtrack gốc của anime đã ra mắt ngày 28 tháng 7 năm 2010 được phát hành trong hai đĩa CD trọn gói.
| Crow Song        | Crow Song        | Crow Song  |
| STT              | Nhan đề          | Thời lượng |
| ---------------- | ---------------- | ---------- |
| 1.               | "Crow Song"      | 4:08       |
| 2.               | "Alchemy"        | 4:17       |
| 3.               | "My Song"        | 4:54       |
| Tổng thời lượng: | Tổng thời lượng: | 13:18      |

| Thousand Enemies | Thousand Enemies   | Thousand Enemies |
| STT              | Nhan đề            | Thời lượng       |
| ---------------- | ------------------ | ---------------- |
| 1.               | "Thousand Enemies" | 4:49             |
| 2.               | "Rain Song"        | 5:01             |
| 3.               | "Highest Life"     | 6:26             |
| Tổng thời lượng: | Tổng thời lượng:   | 16:16            |

| My Soul, Your Beats! / Brave Song | My Soul, Your Beats! / Brave Song     | My Soul, Your Beats! / Brave Song |
| STT                               | Nhan đề                               | Thời lượng                        |
| --------------------------------- | ------------------------------------- | --------------------------------- |
| 1.                                | "My Soul, Your Beats!"                | 4:35                              |
| 2.                                | "Brave Song"                          | 5:25                              |
| 3.                                | "My Soul, Your Beats! (TV Size)"      | 1:34                              |
| 4.                                | "Brave Song (TV Size)"                | 1:47                              |
| 5.                                | "My Soul, Your Beats! (Instrumental)" | 4:35                              |
| 6.                                | "Brave Song (Instrumental)"           | 5:23                              |
| Tổng thời lượng:                  | Tổng thời lượng:                      | 23:19                             |

| Little Braver    | Little Braver    | Little Braver |
| STT              | Nhan đề          | Thời lượng    |
| ---------------- | ---------------- | ------------- |
| 1.               | "Little Braver"  | 4:33          |
| 2.               | "Shine Days"     | 4:57          |
| 3.               | "Answer Song"    | 5:34          |
| Tổng thời lượng: | Tổng thời lượng: | 15:04         |

| Keep The Beats!  | Keep The Beats!                                            | Keep The Beats! |
| STT              | Nhan đề                                                    | Thời lượng      |
| ---------------- | ---------------------------------------------------------- | --------------- |
| 1.               | "Crow Song (Yui ver.)"                                     | 4:05            |
| 2.               | "Thousand Enemies"                                         | 4:48            |
| 3.               | "Shine Days"                                               | 4:56            |
| 4.               | "23:50"                                                    | 4:22            |
| 5.               | "Run with Wolves"                                          | 4:05            |
| 6.               | "Morning Dreamer"                                          | 3:47            |
| 7.               | "Rain Song"                                                | 4:57            |
| 8.               | "Alchemy (Yui ver.)"                                       | 4:16            |
| 9.               | "Ichiban no Takaramono (Yui ver.) (一番の宝物 (Yui ver.))" | 6:00            |
| 10.              | "Little Braver (Album ver.)"                               | 4:57            |
| 11.              | "My Song (Yui ver.)"                                       | 5:09            |
| 12.              | "My Soul, Your Beats! (Gldemo ver.)"                       | 4:45            |
| 13.              | "Brave Song (Gldemo ver.)"                                 | 5:40            |
| Tổng thời lượng: | Tổng thời lượng:                                           | 1:01:47         |

| OFFICIAL BAND SCORE: Keep The Beats! | OFFICIAL BAND SCORE: Keep The Beats!                                                     | OFFICIAL BAND SCORE: Keep The Beats! |
| STT                                  | Nhan đề                                                                                  | Thời lượng                           |
| ------------------------------------ | ---------------------------------------------------------------------------------------- | ------------------------------------ |
| 1.                                   | "Crow Song (Yui ver.) -Instrumental-"                                                    | 4:08                                 |
| 2.                                   | "Thousand Enemies -Instrumental-"                                                        | 4:50                                 |
| 3.                                   | "Shine Days -Instrumental-"                                                              | 4:58                                 |
| 4.                                   | "23:50 -Instrumental-"                                                                   | 4:25                                 |
| 5.                                   | "Run with Wolves -Instrumental-"                                                         | 4:05                                 |
| 6.                                   | "Morning Dreamer -Instrumental-"                                                         | 3:46                                 |
| 7.                                   | "Rain Song -Instrumental-"                                                               | 5:00                                 |
| 8.                                   | "Alchemy (Yui ver.) -Instrumental-"                                                      | 4:16                                 |
| 9.                                   | "Ichiban no Takaramono (Yui ver.) -Instrumental- (一番の宝物 (Yui ver.) -Instrumental-)" | 6:01                                 |
| 10.                                  | "Little Braver (Album ver.) -Instrumental-"                                              | 4:58                                 |
| 11.                                  | "My Song (Yui ver.) -Instrumental-"                                                      | 5:02                                 |
| 12.                                  | "My Soul, Your Beats! (Gldemo ver.) -Instrumental-"                                      | 4:46                                 |
| 13.                                  | "Brave Song (Gldemo ver.) -Instrumental-"                                                | 5:40                                 |
| Tổng thời lượng:                     | Tổng thời lượng:                                                                         | 1:01:54                              |

| Angel Beats! ORIGINAL SOUNDTRACK (Angel Beats!オリジナルサウンドトラック) | Angel Beats! ORIGINAL SOUNDTRACK (Angel Beats!オリジナルサウンドトラック)  | Angel Beats! ORIGINAL SOUNDTRACK (Angel Beats!オリジナルサウンドトラック) |
| STT                                                                       | Nhan đề                                                                    | Thời lượng                                                                |
| ------------------------------------------------------------------------- | -------------------------------------------------------------------------- | ------------------------------------------------------------------------- |
| 1.                                                                        | "My Soul,Your Beats!"                                                      | 4:35                                                                      |
| 2.                                                                        | "Theme of SSS"                                                             | 1:52                                                                      |
| 3.                                                                        | "School Days"                                                              | 2:21                                                                      |
| 4.                                                                        | "Girl's Hop"                                                               | 2:12                                                                      |
| 5.                                                                        | "Art of War"                                                               | 1:35                                                                      |
| 6.                                                                        | "Today is ok"                                                              | 3:52                                                                      |
| 7.                                                                        | "Memory"                                                                   | 1:33                                                                      |
| 8.                                                                        | "My Most Precious Treasure"                                                | 2:47                                                                      |
| 9.                                                                        | "Tactics"                                                                  | 1:32                                                                      |
| 10.                                                                       | "Enemy Country"                                                            | 2:12                                                                      |
| 11.                                                                       | "Operation Start"                                                          | 2:19                                                                      |
| 12.                                                                       | "Decisive Battle"                                                          | 1:39                                                                      |
| 13.                                                                       | "Attack!!"                                                                 | 1:49                                                                      |
| 14.                                                                       | "Critical Point"                                                           | 1:12                                                                      |
| 15.                                                                       | "Study Time"                                                               | 1:38                                                                      |
| 16.                                                                       | "Niku Udon"                                                                | 2:04                                                                      |
| 17.                                                                       | "Invention"                                                                | 1:08                                                                      |
| 18.                                                                       | "Toy of Spring"                                                            | 1:46                                                                      |
| 19.                                                                       | "Deochi!"                                                                  | 1:34                                                                      |
| 20.                                                                       | "Light Drop"                                                               | 2:00                                                                      |
| 21.                                                                       | "Worthy Rival"                                                             | 2:06                                                                      |
| 22.                                                                       | "Burial"                                                                   | 2:48                                                                      |
| 23.                                                                       | "Play Ball"                                                                | 2:47                                                                      |
| 24.                                                                       | "Walkure"                                                                  | 0:30                                                                      |
| 25.                                                                       | "Let's Operation"                                                          | 2:00                                                                      |
| 26.                                                                       | "Evening Breeze"                                                           | 1:36                                                                      |
| 27.                                                                       | "Moment of Rest"                                                           | 2:12                                                                      |
| 28.                                                                       | "Initial Impulse"                                                          | 1:14                                                                      |
| 29.                                                                       | "My Heart"                                                                 | 2:49                                                                      |
| 30.                                                                       | "Soul Friends"                                                             | 2:56                                                                      |
| 31.                                                                       | "Kanade"                                                                   | 3:03                                                                      |
| 32.                                                                       | "My Most Precious Treasure -Orgel-"                                        | 2:21                                                                      |
| 33.                                                                       | "Memory -Orgel-"                                                           | 1:33                                                                      |
| 34.                                                                       | "Unjust Life"                                                              | 2:45                                                                      |
| 35.                                                                       | "Nocturne in the Afternoon"                                                | 1:39                                                                      |
| 36.                                                                       | "Anxiety"                                                                  | 1:49                                                                      |
| 37.                                                                       | "Abyss"                                                                    | 3:16                                                                      |
| 38.                                                                       | "Alter Ego"                                                                | 1:50                                                                      |
| 39.                                                                       | "Siren"                                                                    | 1:54                                                                      |
| 40.                                                                       | "Transforms to the Shadow"                                                 | 2:25                                                                      |
| 41.                                                                       | "Otonashi"                                                                 | 1:40                                                                      |
| 42.                                                                       | "Angel's Flight"                                                           | 1:16                                                                      |
| 43.                                                                       | "Firing Preparation"                                                       | 2:14                                                                      |
| 44.                                                                       | "Desperation"                                                              | 2:33                                                                      |
| 45.                                                                       | "Breakthrough"                                                             | 3:08                                                                      |
| 46.                                                                       | "Ichiban no Takaramono (Original Version) (一番の宝物 (Original Version))" | 5:59                                                                      |
| 47.                                                                       | "Brave Song"                                                               | 5:37                                                                      |
| Tổng thời lượng:                                                          | Tổng thời lượng:                                                           | 1:48:38                                                                   |

| Last Song        | Last Song                               | Last Song  |
| STT              | Nhan đề                                 | Thời lượng |
| ---------------- | --------------------------------------- | ---------- |
| 1.               | "Last Song"                             | 5:36       |
| 2.               | "Hot Meal (Another "Thousand Enemies")" | 4:57       |
| 3.               | "God Bless You"                         | 10:32      |
| Tổng thời lượng: | Tổng thời lượng:                        | 21:05      |

| Ichiban no Takaramono ~Yui final version~ (一番の宝物 ～Yui final ver.～) | Ichiban no Takaramono ~Yui final version~ (一番の宝物 ～Yui final ver.～)   | Ichiban no Takaramono ~Yui final version~ (一番の宝物 ～Yui final ver.～) |
| STT                                                                       | Nhan đề                                                                     | Thời lượng                                                                |
| ------------------------------------------------------------------------- | --------------------------------------------------------------------------- | ------------------------------------------------------------------------- |
| 1.                                                                        | "Ichiban no Takaramono ~Yui final version~ (一番の宝物 ～Yui final ver.～)" | 6:08                                                                      |
| 2.                                                                        | "Storm Song"                                                                | 4:13                                                                      |
| 3.                                                                        | "Day Game"                                                                  | 4:53                                                                      |
| Tổng thời lượng:                                                          | Tổng thời lượng:                                                            | 15:15                                                                     |

## Đón nhận
Mỗi bộ đĩa Blu-ray (BD) biên soạn Angel Beats! đều nằm trong tốp 3 của bảng xếp hạng doanh số đĩa BD hàng tuần trên toàn Nhật Bản của Oricon. Bộ đĩa thứ nhất và thứ tư đứng đầu bảng, bộ đĩa thứ hai và thứ năm chiếm vị trí số hai và bộ đĩa thứ ba, thứ sáu và thứ bảy xếp ở vị thứ ba. Tuy nhiên, những tập DVD lại có doanh số thấp hơn BD theo bảng xếp hạng Oricon. Tập một xếp hạng 5, tập hai xếp hạng 10, tập ba đứng ở hạng 13, tập bốn ở vị trí số 11, tập năm xếp hạng 8, tập sáu xếp vị trí số 12 và tập bảy chiếm vị trí thứ 15. Tập phim thứ sáu của Angel Beats!, trình chiếu ngày 8 tháng 5 năm 2010 từ trạm phát sóng của đài MBS tại Osaka, đã đạt được mức đánh giá cao kỉ lục 4,9% trong chương trình khuya "Anime Shower", đây là tỉ lệ đánh giá cao nhất trong vòng 3 năm trở lại. Anime Angel Beats! là tác phẩm được hội đồng giám khảo của Japan Media Arts Festival (Liên hoan Truyền thông Nghệ thuật Nhật Bản) lần thứ 14 năm 2010 chọn nằm trong danh sách ứng cử trao giải.
Đĩa đơn chứa hai ca khúc chủ đề mở đầu và kết thúc của phim là "My Soul, Your Beats!/Brave Song" đã đứng hạng 3 trong bảng xếp hạng đĩa nhạc hàng tuần của Oricon tại Nhật Bản, bán được khoảng 80.000 bản ngay trong tuần đầu tiên phát hành. "My Soul, Your Beats!/Brave Song" đã được trao tặng huân chương Đĩa vàng bởi Hiệp hội Công nghiệp ghi âm Nhật Bản (RIAJ) vào tháng 5 năm 2010 với thành tích bán thành công hơn 100.000 bản. Đĩa đơn "Crow Song" của Girls Dead Monster ra mắt ở vị trí thứ bảy trong bảng xếp hạng đĩa nhạc của Oricon, bán được khoảng 16.400 bản trong vòng 4 ngày. "Crow Song" bán được thêm hơn 25.000 bản trong vòng ba tuần kế tiếp tính từ ngày nó phát hành. Đĩa đơn "Thousand Enemies" của Girls Dead Monster ra mắt ở vị trí thứ tư trong bảng xếp hạng đĩa nhạc của Oricon, bán được khoảng 28.000 bản ngay trong tuần đầu tiên phát hành. "Thousand Enemies" còn bán thêm được 18.000 bản nữa trong hai tuần kế tiếp tính từ ngày nó phát hành. Đĩa đơn thứ ba của Girls Dead Monster là "Little Braver" đứng hạng nhì trên bảng xếp hạng đĩa nhạc của Oricon với khoảng 38.800 bản được bán thành công ngay trong tuần đầu tiên phát hành. Đĩa đơn thứ tư và thứ năm của Girls Dead Monster, "Last Song" và "Ichiban no Takaramono (Yui final ver.)", lần lượt đứng hạng 2 và 3 trên bảng xếp hạng đĩa đơn của Oricon, cả hai đều bán được hơn 35.000 bản ngay trong tuần đầu tiên phát hành của mỗi đĩa. Album Keep The Beats! của Girls Dead Monster đứng hạng sáu trên bảng xếp hạng album của Oricon với 51.000 bản được bán thành công ngay trong tuần đầu tiên phát hành, Keep The Beats cũng được RIAJ trao tặng giải thưởng Đĩa vàng vào tháng 9 năm 2010 với thành tích bán thành công hơn 100.000 bản. Phiên bản phối khí của Keep The Beats kèm với quyển sách ký âm đã xếp hạng thứ 14 trên bảng xếp hạng album của Oricon trong tuần đầu tiên phát hành với tổng cộng 9.000 bản được bán thành công. Angel Beats! Original Soundtrack đã xếp hạng thứ chín trong bảng xếp hạng album của Oricon ngay trong tuần đầu tiên phát hành với tổng cộng 13.300 bản được bán thành công.